# Liste der Monuments historiques in Posanges
Die Liste der Monuments historiques in Posanges führt die Monuments historiques in der französischen Gemeinde Posanges auf.

## Liste der Immobilien
| Bezeichnung         | Beschreibung                                                           | Standort               | Kennzeichnung | Schutzstatus | Datum | Bild           |
| ------------------- | ---------------------------------------------------------------------- | ---------------------- | ------------- | ------------ | ----- | -------------- |
| Château de Posanges | Wasserburg, nach 1437 begonnen, wahrscheinlich vor 1453 fertiggestellt | 4 Route Blanche (Lage) | PA00112593    | Classé       | 1913  | weitere Bilder |
| Taubenturm          | aus dem 17. Jahrhundert                                                | Route Blanche (Lage)   | PA00112594    | Inscrit      | 1965  | weitere Bilder |

## Liste der Objekte
| Bezeichnung                     | Beschreibung                          | Standort                      | Kennzeichnung | Schutzstatus | Datum | Bild |
| ------------------------------- | ------------------------------------- | ----------------------------- | ------------- | ------------ | ----- | ---- |
| Grabstein für Guillaume Du Bois | Kalkstein, bezeichnet 1454            | in der Kirche St-André (Lage) | PM21001758    | Classé       | 1913  |      |
| Gemälde Flucht aus Ägypten      | Ölfarbe auf Leinwand, 17. Jahrhundert | in der Kirche St-André (Lage) | PM21001760    | Classé       | 1967  |      |
| Gemälde Maria Magdalena         | Ölfarbe auf Leinwand, 17. Jahrhundert | in der Kirche St-André (Lage) | PM21003476    | Inscrit      | 1973  |      |
| Gedenkstein für die Kirchweihe  | Kalkstein, bezeichnet 1448            | in der Kirche St-André (Lage) | PM21001759    | Classé       | 1931  |      |